# Taxonomía de plantas cultivadas
La taxonomía de plantas cultivadas es el estudio de la teoría y práctica de la ciencia que identifica, describe, clasifica y nombra a los cultígenos—Aquellas plantas cuyo origen o selección está debido principalmente a la actividad humana intencional. Lo que los taxónomos de los cultivos hacen, sin embargo, funciona con todo tipo de plantas durante la cultivación.
La taxonomía de plantas cultivadas es una parte del estudio de botánica hortícola que se lleva a cabo principalmente en jardines botánicos, grandes viveros, universidades, o departamentos del estado. Áreas de especial interés para los taxónomos de plantas cultivadas incluyen:
buscar y registrar nuevas plantas que puedan o aparentan ser aptas para el cultivo (herborización); comunicar y aconsejar al público en general sobre cuestiones relativas a la clasificación y nomenclatura de plantas cultivadas y realizar investigaciones originales sobre estos temas; describiendo las plantas cultivadas de regiones particulares (flores hortícolas); manteniendo bases de datos, herbario, y otra información sobre plantas cultivadas.
Gran parte del trabajo de los taxónomos de plantas cultivadas se ocupa de nombrar las plantas según lo prescrito por el Códigos de nomenclatura de dos plantas. Las disposiciones del Código Internacional de Nomenclatura para algas, hongos y plantas (Código Botánico) sirven principalmente para fines científicos y los objetivos de la comunidad científica, mientras que las del Código Internacional de Nomenclatura para Plantas Cultivadas (código de plantas cultivadas) están diseñadas para servir fines tanto científicos como utilitarios al hacer provisiones para los nombres de las plantas utilizadas en el comercio—los cultígenos que han surgido en la agricultura, la silvicultura y la horticultura. Estos nombres, a veces denominados nombres de variedades, no están en latín, pero se agregan a los nombres científicos en latín y ayudan a la comunicación entre la comunidad de silvicultores, agricultores y horticultores.
La historia de la taxonomía de plantas cultivadas empieza desde la primera selección de plantas que ocurrió durante la Revolución Neolítica agraria hasta el primer nombre humano registrado de la selección de plantas por los romanos. La denominación y clasificación de los cultígenos siguió un camino similar al de todas las plantas hasta 1953 cuando el primer Código de Plantas Cultivadas se decretó el cual estableció formalmente la categoría de clasificación cultígena de cultivares. Desde ese entonces, la clasificación y denominación de cultígenos ha seguido su propio camino.

## Características distintivas
La taxonomía de plantas cultivadas ha sido distinguida de la taxonomía de otras plantas con al menos tres formas. En primer lugar, se hace una distinción según el "lugar donde crecen las plantas" — es decir, si son naturales o cultivadas. Esto hace referencia al Código de Plantas Cultivadas que especifica en su título que se trata de "plantas cultivadas". En segundo lugar, se hace una distinción según el origen de las plantas. Esto se menciona en el Principio 2 del Código de Plantas Cultivadas que define el alcance del Código como "plantas cuyo origen o selección se debe principalmente a las acciones intencionales de la humanidad". — plantas que han evolucionado bajo selección natural con ayuda humana. En tercer lugar, la taxonomía de plantas cultivadas se encarga de la variación de plantas que requiere el uso de categorías especiales de clasificación que no se ajustan a la jerarquía de rangos implícita en el Código Internacional de Nomenclatura Botánica; estas categorías son el cultivar, el grupo de cultivares y el grex (que son sólo equivalentes a los rangos del Código Botánico). Esta característica también se menciona en el preámbulo del Código de Plantas Cultivadas que establece que "El propósito de dar un nombre a un taxón no es indicar sus caracteres o historia, sino proporcionar un medio para referirse a él e indicar a qué categoría pertenece." En cuarto lugar, la taxonomía de plantas cultivadas sirve a una comunidad particular de personas; el Código Botánico se centra en las necesidades de los taxonomistas botánicos mientras intentan mantener el orden y la estabilidad de los nombres científicos de todas las plantas, mientras que el Código de Plantas Cultivadas atiende las necesidades de las personas que requieren nombres para las plantas utilizadas en mercado de la agricultura, la silvicultura y la horticultura. Y de último, la diferencia entre la taxonomía de plantas cultivadas y la taxonomía de otras plantas se ha atribuido al propósito para el que se ha diseñado la taxonomía, estando centrada en la planta en el  Código Botánico  y centrada en el ser humano dentro del  Código de Plantas Cultivadas .

## Clasificación en nombres científicos
Botánicamente a las plantas se las divide según "parentesco" (relaciones filogenéticas) en géneros, especies y variedades, 3 categorías taxonómicas en las que los nombres están regulados por el Código Internacional de Nomenclatura Botánica. Todas las variedades que puedan hibridar entre sí están agrupadas en especies, y las especies relacionadas que potencialmente pueden hibridar aunque sea con dificultad (ayuda de ingeniería genética, etc) se agrupan en el mismo género; los criterios pueden variar según el taxón y el taxónomo. Por arriba de género la clasificación se continúa en taxones más abarcativos hasta el reino Plantae, al obtener el nombre de género se están indicando los nombres de todos los taxones superiores a él de forma implícita. La nomenclatura es así:
- Cucurbita (en mayúscula e itálicas, en este caso se pronuncia como se escribe) es el nombre del género que agrupa a todas las especies relacionadas de calabazas/zapallos y las que no lo son.
- Cucurbita maxima (la primera palabra es el nombre del género, la segunda palabra es la indicadora de la especie, si el nombre del género ya apareció antes en el texto se lo puede encontrar abreviado como C. maxima) es la especie que agrupa a todas las variedades de calabazas/zapallos, calabacines/zapallitos y poblaciones silvestres que hibridan entre sí y por lo tanto forman parte del mismo pool o acervo genético "primario", pudiendo hibridarlos con facilidad por polinización ya que dan un 100% de descendencia fértil.
- Cucurbita maxima var. zapallito ("var." sin itálicas, abreviación de "variedad") es el nombre con el que se puede encontrar una variedad local (en este caso el “zapallito de tronco” argentino), del que el concepto taxonómico más usual es que sus miembros genéticamente están emparentados entre sí más que con las demás plantas de la misma especie, por lo que el nombre de la variedad se hereda de padres a hijos, y hay un número de caracteres presentes en la variedad debido a eso que no se encuentran explicitados en la circunscripción (la lista de caracteres que lo definen, que lo diferencian de las demás variedades) con la que fue formalizado el nombre.
- Puede encontrarse un taxón intermedio entre la especie y las variedades, la subespecie, normalmente bajo el concepto taxonómico de que está bien diferenciada morfológicamente y en la naturaleza pero con capacidad de hibridar en un 100% con las demás subespecies, en el caso de las calabazas/los zapallos ésta es la situación de las poblaciones silvestres con respecto a las cultivadas, por lo que normalmente se encuentra que subdividieron a las especies de Cucurbita en una o más subespecies “silvestres” y una subespecie “cultivada”. En el caso del ejemplo, Cucurbita maxima subsp. andreana es el nombre de la población silvestre (el “zapallito amargo”, anteriormente en su propia especie Cucurbita andreana pero después reubicado debido al motivo mencionado), y Cucurbita maxima subsp. maxima reúne a las poblaciones cultivadas, con signos de domesticación y palatables.

## Clasificaciones alternativas de cultivos
Sin embargo en plantas cultivadas no siempre son convenientes las agrupaciones cuya regulación de la nomenclatura se reserva para el Código Internacional de Nomenclatura Botánica. En particular es importante para el horticultor la clasificación en cultivares regulada por el Código Internacional de Nomenclatura para Plantas Cultivadas. En el Código de Botánica, se establece un nombre de variedad nuevo cuando se lo publica en una revista científica o libro, junto con los datos de dónde fue almacenado un espécimen "tipo" que funciona como referencia de qué organismos deberían incluirse en la variedad, y una circunscripción, es decir la lista de caracteres (singular carácter) que poseen los organismos de esa variedad que la diferencian de las demás variedades de la especie. Entonces cuando se obtiene una planta de origen desconocido se debe observar qué estados de sus caracteres posee para concluir si pertenece a esa variedad o no. Pero después de que el nombre fue establecido, especialistas subsiguientes pueden republicar los nombres de las variedades cambiando la circunscripción de las mismas, los caracteres que la definen; la única norma que tiene el Código al respecto es que el espécimen "tipo" debe mantenerse dentro de los organismos que se circunscriben dentro de esa variedad. El concepto taxonómico en la categoría especie normalmente es el linaje, y hasta 1952 se nombraban también las variedades con ese Código, categoría para la que convivieron diferentes conceptos taxonómicos a veces incompatibles. Un conjunto de reglas no necesariamente va a ser utilizado con los resultados que sus creadores tenían en mente, que en este caso es mejorar la resolución con la que se determina a qué taxones pertenece un organismo encontrado, corrigiendo las circunscripciones según aumenta la información que se obtiene de los linajes y los Congresos que periódicamente reúnen a los taxónomos para reformarlo buscan ajustar las reglas para aumentar la estabilidad de la nomenclatura en esos conceptos taxonómicos. Para reglamentar el uso de taxones con circunscripciones "fijas", el Código de Botánica debe ser descartado. El Código de Plantas Cultivadas, escindido del primero en 1952, nombra taxones con circunscripciones "fijas", que ya no podrán ser modificadas, porque apunta a minimizar las confusiones que pueda haber sobre el uso del nombre, ya que las consecuencias legales se aplican sólo sobre el nombre del cultivar registrado. 
Además al menos hasta ahora, bajo el Código de Botánica, una circunscripción puede interpretarse diferente por cada taxónomo, así, un taxónomo puede concluir que un zapallito similar al cultivado pero de sabor amargo pertenece a la subespecie Cucurbita maxima subsp. andreana sólo porque posee ese carácter (el sabor amargo), mientras que otro puede ubicar ese mismo zapallito en la subespecie cultivada porque en el resto de los caracteres de su descripción se corresponde con la subespecie cultivada. El Código de Plantas Cultivadas también busca evitar esas interpretaciones ambiguas, al volver mandatario que todos los caracteres de la circunscripción estén presentes en cada planta incluida en un taxón, y agregar a la circunscripción que esos caracteres sean distintivos, homogéneos y estables por el método de propagación indicado, con lo que pueden quedar plantas fuera del taxón.
Además con el Código de Botánica, cualquier taxónomo o naturalista puede establecer un nombre sólo con publicarlo en un medio no efímero, no hay entidades que acepten la existencia de la variedad y que lleven una lista de variedades descriptas, que la registren, como paso previo a establecerla. Como los establecimientos de nombres de cultivares tienen consecuencias comerciales y legales, debe poder comprobarse que fueron publicados y que existan.

### Clasificación en “cultivares” y “grupos de cultivares”
El Código de Plantas Cultivadas define estrictamente qué obtención califica como cultivar y cuál no, y a ello le dedica varias de sus primeras secciones. El cultivar fue definido por el Código como "un asemblaje de plantas distintivo definido por una serie de caracteres distribuidos uniformemente en el grupo y heredados de forma estable con el método de propagación indicado". "Distintivo" significa que difiere de los demás cultivos en al menos uno o más caracteres seleccionados de importancia para el horticultor, como tamaño, color, etc. "Uniforme" significa que los caracteres que las definen se encuentran en todas las plantas del cultivo. "Estable" significa que los caracteres efectivamente se heredan con el método indicado, no se pierden con la propagación por lo que tienen base genética. Los métodos de propagación posibles, listados en el Código, son variados, por ejemplo puede ser un cultivar un "híbrido F1", es decir el resultado de un cruce entre individuos deliberado de dos líneas puras con resultados repetibles, sin embargo sus parentales F0 no son parte del cultivar como tampoco lo es la variable descendencia, aunque alguno de los miembros de la generación F2 en adelante tuviera el mismo conjunto de caracteres de la circunscripción del cultivar. Además, de las plantas obtenidas por el método de propagación indicado, sólo las plantas que se obtienen con todos los caracteres que caracterizan al cultivar están incluidas en ese cultivar, y también sucede lo opuesto, un asemblaje de plantas distintivo, uniforme y estable que no se puede diferenciar de un cultivar en los caracteres que lo describen con el método de propagación indicado se considera parte del cultivar aunque su origen sea diferente, el Código da ejemplos en los que ha sucedido como Pittosporum 'Margaret Trunbull', que se ha descubierto indistinguible del posterior e independiente Pittosporum 'Garnettii'. El nombre del cultivar debe ser construido acorde con el Código Internacional de Nomenclatura para Plantas Cultivadas (la última edición impresa en Brickell et al. 2009) y para ponerlo a disposición debe ser registrado en el Registro Internacional de Cultivares que le corresponde listado en el Apéndice I del Código. 
El nombre de un cultivar no es lo mismo que una “marca comercial de semilla” o trade designation, una empresa puede comercializar una semilla con una “marca” que puede haber sido registrada como trademark o no, pero por más que haya sido registrada la marca, el cultivar vendido bajo esa marca (que también tiene que haber sido registrado si la marca fue registrada), no tiene dueño y puede ser vendido con ese nombre de cultivar por cualquier empresa. 
El nombre se construye empezando con el taxón botánico menos inclusivo al que pertenece (o si no al menos con el género) seguido del epíteto del cultivar entre comillas simples y con la tipografía del texto: Cucurbita pepo 'Connecticut Field' (hasta 1996 se aceptaba la alternativa Cucurbita pepo cv. Connecticut Field)). El término entre comillas simples, 'Connecticut Field', se llama “epíteto” del nombre del cultivar y no debe ir solo. Cuando un nombre científico tiene correspondencia con el nombre vulgar en algún idioma es correcto utilizarlo, mientras el nombre vulgar no sea ambiguo con otro nombre de género, entonces por ejemplo Cucumis sativus 'Noas Treib' también puede ser llamado correctamente pepino 'Noas Treib'. Todos los cultivares tienen que estar identificados botánicamente como mínimo hasta género. Las reglas detalladas para la construcción del nombre y para identificar si un obtentor está en condiciones de registrar su obtención como un “cultivar” o no están explicitadas en el Código Internacional de Nomenclatura para Plantas Cultivadas (véase también Cómo nombrar un cultivar nuevo (en inglés)), el registro de un cultivar evita la multiplicidad de nombres durante su comercialización, y es un paso necesario durante el registro de marcas y patentes, para lo cual se recomienda el envío de muestras ("estándares nomenclaturales") a instituciones dedicadas a la nomenclatura botánica como los jardines botánicos, que albergan plantas vivas y herbarios. El registro de un nombre de cultivar no da derechos de exclusividad de su comercialización a quien lo registró, y tampoco los da el registro de una marca comercial; para obtenerlos debe registrarlo además de como cultivar, como nueva “variedad” (nombre en Derecho, no en Botánica, equivalente al cultivar) y permitir que se someta a pruebas de uniformidad y estabilidad para obtener el derecho de exclusividad en su comercio por 20 o 25 años, lo cual se llama “patentarlo” (véase Derechos de los desarrolladores de plantas, en la Wikipedia en inglés).
También el Código de Plantas Cultivadas permite agrupar los cultivares en “grupos de cultivares” según caracteres de utilidad, su nomenclatura es así: Cucurbita pepo Scallop Group, y está permitido que se traduzca a otros idiomas: Cucurbita pepo Grupo Escalopado. Los cultivares se clasifican en grupos más grandes delimitados por caracteres que son útiles en diferentes contextos por lo que un mismo cultivar puede pertenecer a dos taxones diferentes en la categoría de Grupo (el ejemplo que da el Código es el cultivar de papa Solanum tuberosum ‘Desiree’ que pertenece al Grupo Maincrop, es decir que se almacena bien durante el invierno, y al mismo tiempo al Grupo Red Skinned, de cáscara colorada), en los Grupos de Cultivares se exhorta a que se realicen diferentes taxonomías con caracteres clasificatorios de utilidad diferente.
Cuando los dos Códigos podrían utilizarse indistintamente la recomendación es que el cultivo se clasifique como cultivar. Las consecuencias taxonómicas son que el nombre quedará fijo permanentemente a ese concepto taxonómico y a esa circunscripción, las consecuencias legales, que otro obtentor no podrá patentar ese cultivar, y sólo podrá comercializarlo bajo una marca registrada (trademark) si la acompaña explícitamente por el nombre del cultivar como fue registrado.
Ver las diferencias con el Código de Botánica en el artículo Código Internacional de Nomenclatura para Plantas Cultivadas.
Nótese que el término "uniformidad" o el hecho de ser "distintivo" y "estable" que reclama el Código para nombrar cultivares son términos relativos, y no está regulado cómo deben ser nombradas y descriptas las razas de las que deriva un cultivar.

### Variedades tradicionales olandraces

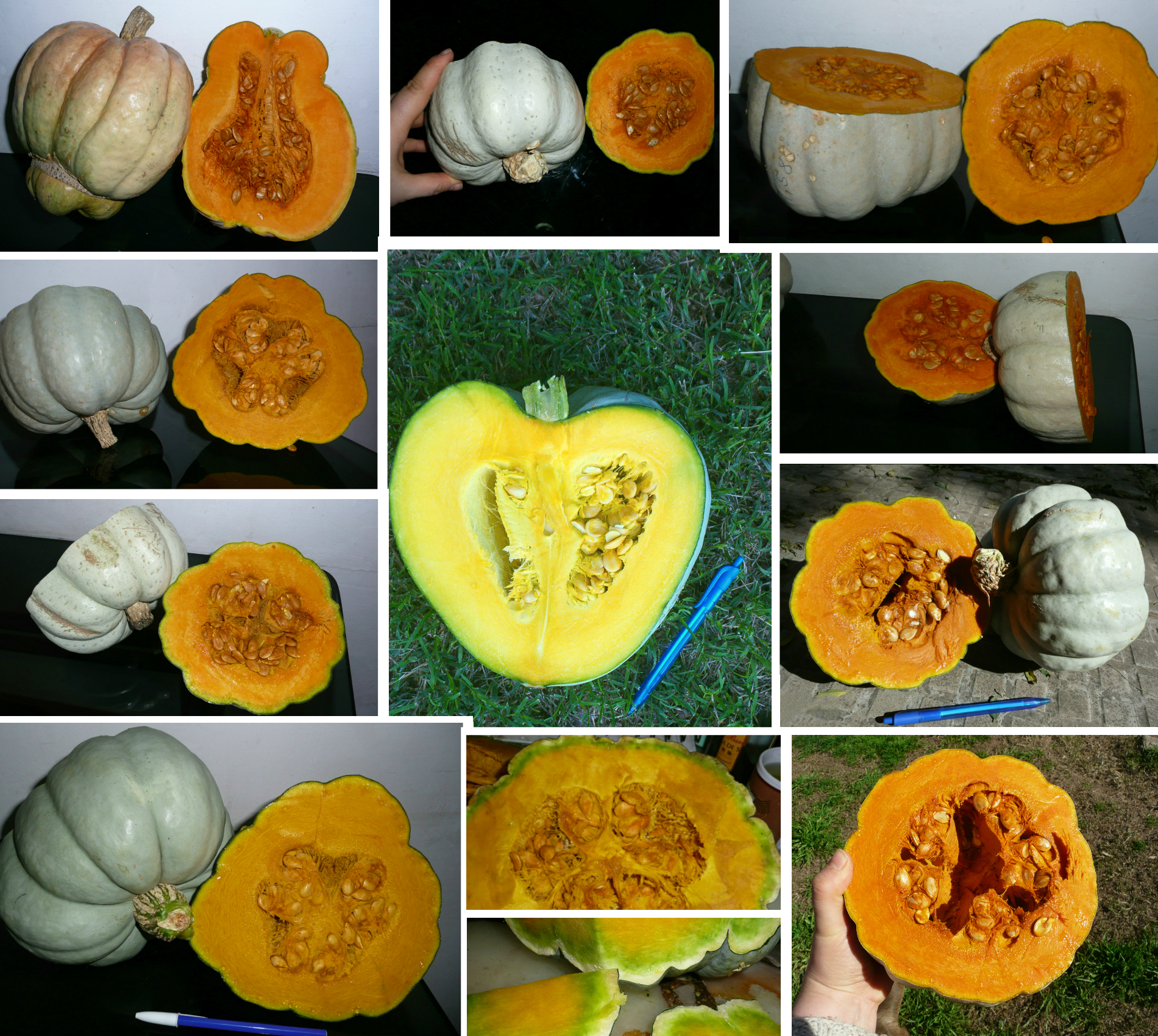
Cucurbita "zapallo plomo", variedad tradicional de la región pampeana argentina de la que se cosechan los frutos para ser consumidos maduros e inmaduros como verdura de estación. Esta foto es un ejemplo de la diversidad de frutos que se puede obtener de una landrace (variedad tradicional), cuya propagación por parte de cada horticultor local no está dirigida a obtener un fruto "tipo" para vender en un mercado.

Landrace o “variedad tradicional” o "del país" o “criolla”. Una “variedad tradicional” o criolla es una población cultivada que está adaptada a las condiciones de cultivo locales y su propagación en esa localidad en el tiempo fue debida a los granjeros locales.
Las semillas de las plantas cultivadas criollas se transfieren de generación en generación, y también son intercambiadas entre vecinos y parientes. En los procesos de colonización, cada grupo étnico lleva consigo sus propias semillas, junto con sus conocimientos acerca del cultivo de la planta (siembra, cuidados, cosecha, conservación de la semilla). Más que como un acervo genético, las “landraces” son vistas de forma más acertada como un acervo cultural, en el que se incluye el nombre que le es asignado por la población que la cultiva.
Las landraces pueden provenir de cultivos de miles de años de selección a partir de parientes silvestres de la región, y las hay que pueden ser producto de un cultivar “revertido”, es decir del que originalmente fuera un cultivar, cuyo cultivo se propagó por mecanismos comunes a las landraces y así aumentó su acervo genético y variabilidad, y también su adaptación a la zona.
En los cultivos criollos, las prácticas culturales locales modifican el acervo genético del cultivo: del total de semillas producidas en una estación de cultivo, sólo unos pocos frutos son seleccionados para sembrar al año siguiente, lo cual puede resultar en una pérdida de la heterocigosis (Montes-Hernández 2003 citando a Hedrick 2000), en cambio otras prácticas como el intercambio de semillas, o métodos de siembra que facilitan el cruzamiento entre plots, pueden aumentarla, así como el hecho de que no necesariamente se selecciona pensando en fijar los caracteres que podrían utilizarse para registrar un cultivar o para vender un fruto identificado con un tipo de mercado. La creencia de que el mismo stock de semillas no debería plantarse en dos estaciones sucesivas, o que la población de la landrace debería ser “renovada” porque si no la cosecha declinaría, fue también informada para varios cultivos y regiones (Montes-Hernández et al. 2003 quien también cita como ejemplos a Wood y Lenné 1997; Louette y Smale 2000). Entre los criterios de selección, si bien los autores suelen indicar la uniformidad del cultivo como criterio de selección por parte del granjero local (ej. Zeven 1998) otros encontraron que si bien los granjeros la indican como característica deseable, no forma parte de sus prácticas de selección (Montes-Hernández et al. 2003).
Las landraces muchas veces no están adecuadamente descriptas para la ciencia y a veces no se ajustan a los esquemas de los cultivares y “grupos de cultivares”, no se definen por caracteres sino por ascendencia. Sólo son nombradas bajo el Código Internacional de Nomenclatura para Plantas Cultivadas cuando el taxónomo considera que su uniformidad lo justifica, algunas se han nombrado con nombre de variedad según el Código de Botánica.

### Relación entre cultivares y landraces
Los cultivares, líneas con baja variabilidad genética, se seleccionan a partir de landraces con alta variabilidad genética, y es importante mantener las últimas porque siempre se pueden encontrar parentales dentro de ellas que mejoren genéticamente al cultivar. La implementación de estrategias modernas para incrementar la producción, el uso de herbicidas y el reemplazo de cultivos “tradicionales” por cultivares comerciales introducidos, ha causado una reducción en la diversidad genética de los cultivos en áreas con agricultura tradicional (Montez-Hernández et al. 2003 citando a Altieri 1991; Oldfield y Alcorn 1987). La pérdida de la diversidad genética (“erosión genética”) puede ser más significativa en las áreas donde el cultivo se originó y fue domesticado, porque los niveles de variación genética dentro de la variedad criolla en esas regiones comúnmente son altos (Montez-Hernández et al. 2003 citando a Brush 1991; Bellon y Taylor 1993). En esas áreas, tanto los parientes silvestres de las plantas cultivadas como las landraces pueden ser fuentes importantes de diversidad genética de los pools de genes de los cultivares, y pueden ser la base de actuales o futuros programas de mejora de cultivares (Montez-Hernández et al. 2003 citando a Doebley 1990, 1992; Wilson 1990).
Debido a esto hay programas de conservación de material genético de las variedades criollas, ex situ– mantenimiento de los recursos genéticos en jardines botánicos y estaciones de investigación agricultural, y en bancos de semillas o llamados de forma más generalizada “bancos de germoplasma”  (Montez-Hernández et al. 2003 citando a Plucknett et al. 1987), depósitos de semillas o germoplasma que las conservan a bajas temperaturas y las ponen a disposición, e in situ - el mantenimiento de los recursos genéticos dentro de la granja o en hábitats naturales (Montes-Hernández et al. 2003 citando a Brush 1991; Maxted et al. 1997).

### Tipos comerciales

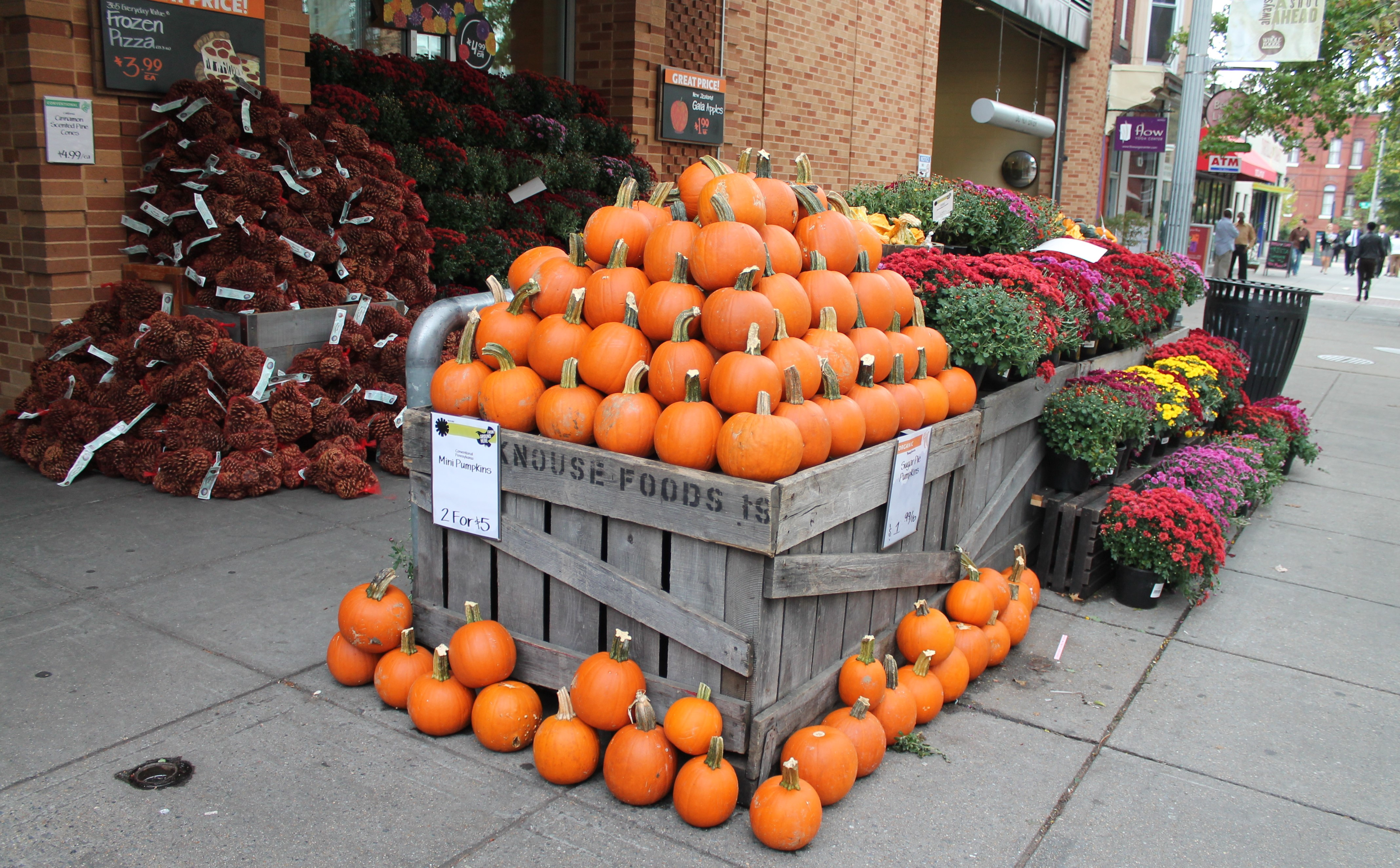
Un "tipo de mercado" de frutos de Cucurbita pepo "zapallos de Halloween", en venta en un mercado.

Los "tipos comerciales del fruto" o del órgano de valor comercial de la planta (market type en inglés) son nombres que se aplican en el circuito comercial al fruto que posee los caracteres que lo hacen identificable para el comprador, no al cultivo del que proviene; se colectan los frutos encontrados en los puntos de venta y es la nomenclatura con la que se encuentran la utilizada y la que se clasifica. Este recurso es particularmente útil cuando los cultivos brindan gran variabilidad de frutos, y una misma landrace puede dar frutos que se venden en los mercados con nombres diferentes, de más de un market type, frutos que se comercializan sin clasificar, y frutos sin valor comercial; y cuando de más de un cultivar nombrado se obtiene el mismo tipo de fruto y no se obtuvo la información del cultivo del que provienen. El comprador que acepta el nombre utiliza los caracteres del market type como marcadores de lo que espera encontrarse en el resto de los caracteres del fruto u órgano de valor comercial, sean los marcadores señales honestas o no del conjunto de caracteres esperado.
Finalmente el comprador de semillas puede encontrar que, además de la posibilidad de comprar semillas de cultivares (cuyo producto deseado se supone que está garantizado), también puede comprar semillas de landraces poco estudiadas taxonómicamente o cuyo producto final no está asegurado, y semillas de cultivares no identificados como tales o que se propagaron por métodos que no aseguran la paternidad y sólo tienen un nombre comercial. A estos grupos se los puede llamar por "tipo comercial de semilla" o "nombre comercial de semilla" (como en venta en los catálogos de semillas, trade designations en inglés, siguiendo al Código de Plantas Cultivadas que lo utiliza para referirse a la venta de cultivares), se usa esta clasificación en tipo comercial de semilla en los casos en los que se colectan las semillas que se encuentran en venta, a veces se siembran para identificar el cultivar al que pertenecen. Las semillas compradas en el mercado se suelen nombrar con su nombre de cultivar o su marca comercial seguida del criadero, o del vendedor, entre paréntesis, por ejemplo Cucurbita moschata 'Waltham Butternut' (Seminis). Sólo cuando una semilla se vende bajo una marca registrada (trademark) el paquete debe indicar también el cultivar al que pertenece. 
El término "grupo horticultural" (horticultural groups en inglés) suele ser utilizado de una forma algo vaga. Por ejemplo en zapallos, los "grupos horticulturales" fueron utilizados, cuando todavía no existía el Código de Plantas Cultivadas, probablemente por primera vez en una publicación citada, por Castetter (1925), Castetter y Erwin (1927) para referirse a los grupos de cultivares cuyo carácter clasificatorio eran los market type sensu TC Andres en los Estados Unidos (una definición algo similar se encuentra en los market group o "grupos de mercado" de Ferriol y Picó (2008), y es común que se encuentre utilizado como sinónimo de market type (p.ej.).

## Poblaciones utilizadas no cultivadas
Las poblaciones que se pueden consumir, o utilizar, pero no son cultivadas y seleccionadas por el hombre sino que se adaptaron a cada ambiente por selección natural en la jerga agronómica se las suele llamar malezas -si son indeseables, pero a veces los agrónomos llaman maleza a toda planta silvestre-, o como el taxónomo "plantas silvestres", entre las que están las naturalizadas, las que no pertenecían a la región. Las no cultivadas por el hombre que se diferencian por debajo de la categoría especie pueden ser nombradas como variedad con el Código de Botánica, pero también pueden indicarse informalmente, pueden ser llamadas ecotipos, nombre que las liga íntimamente a la localidad en la que se encuentran y a la que están adaptadas, y a un "tipo" (una descripción que incluya sus caracteres con el fenotipo en ese nicho) que es el más esperable cuando crecen en esas condiciones ecológicas, de esta forma se las desliga de otras poblaciones de la misma especie que pueden encontrarse a unos kilómetros de distancia y que debido a que crecen en otras condiciones (ser covariantes) pueden no tener las mismas propiedades que hace al ecotipo útil para el hombre, o pueden no haber sido detectadas como de la misma especie o variedad por los taxónomos. 
Además, es necesario aclarar que el hecho de que una planta sea "cultivada" no quiere decir que ésta haya sido "domesticada". Por ejemplo en Argentina se han extraído palmeras de su hábitat natural y se las ha plantado para arbolado de calles.
De la misma manera una planta "domesticada" puede no estar siendo "cultivada". Son difíciles de clasificar las que antiguamente fueron landraces cuyo cultivo fue abandonado y se continuaron propagando naturalmente. Se las ha llamado especies o variedades "ferales" (feral en inglés).

## Citas
1. ↑  El Código de Botánica no fue encontrado que explicite el asemblaje de organismos que debería ser nombrado formalmente, para ilustrar este comentario se copia aquí el Código de Zoología que comenta lo que se tiene en mente por "taxón" en el glosario: "Taxón (pl. taxones), n. Una unidad taxonómica, nombrada o no: por ejemplo una población, o un grupo de poblaciones de organismos que usualmente se infiere que está filogenéticamente relacionada y que tiene caracteres en común que diferencian (q.v.) la unidad (por ejemplo una población geográfica, un género, una familia, un orden) de otras de esas unidades. Un taxón engloba todos los taxones incluidos de rango más bajo (q.v.) y organismos individuales." En inglés en el original: "taxon, (pl. taxa), n. A taxonomic unit, whether named or not: i.e. a population, or group of populations of organisms which are usually inferred to be phylogenetically related and which have characters in common which differentiate (q.v.) the unit (e.g. a geographic population, a genus, a family, an order) from other such units. A taxon encompasses all included taxa of lower rank (q.v.) and individual organisms."
2. ↑  Código Internacional de Plantas Cultivadas (Brickell et al. 2009[6]) "Art. 2.3. A cultivar is an assemblage of plants that (a) has been selected for a particular character or combination of characters, (b) is distinct, uniform, and stable in these characters, and (c) when propagated by appropriate means, retains those characters (but see Art. 9.1. Note 1). Art. 9.1. Note 1. No assemblage of plants can be regarded as a cultivar or Group until its category, name, and circumscription has been published. For a grex its name, category, and parentage must be published. For the generic name of an intergeneric graft chimaera its name and parentage must be published. "
3. ↑  Código Internacional de Plantas Cultivadas (Brickell et al. 2009[6]) "Art. 2.16. Plants of the same F1 hybrid (the result of a deliberate repeatable single cross between two pure-bred lines) may form a cultivar. Ex. 14. Brassica oleracea 'King Arthur', Capsicum annuum 'Delight', and Sorghum bicolor 'Texas 610' are all F1 hybrids."
4. ↑  Código Internacional de Plantas Cultivadas (Brickell et al. 2009[6]) (art. 2.4 del Código) según : AC Zeven. 1998. Landraces: A review of definitions and classifications. Euphytica 104: 127–139 http://www.semencespaysannes.org/bdf/docs/landracereview-euphytica1998.pdf
5. ↑   Código Internacional de Plantas Cultivadas (Brickell et al. 2009[6]) "Art. 2.20. In considering whether two or more plants belong to the same or different cultivars, their origins are irrelevant. Cultivars that cannot be distinguished from others by any of the means currently adopted for cultivar determination in the group concerned are treated as one cultivar. Ex. 17. Some cultivars derived from branch sports of Pittosporum 'Garnettii' are indistinguishable and therefore belong to a single cultivar, even though these sports have occurred at different times in different locations. Pittosporum 'Margaret Trunbull', which originated in New Zealand, appears to be identical with P. 'John Flanagan' from Ireland. The International Cultivar Registration Authority for Pittosporum designated P. 'Margaret Turnbull' as the accepted name, with P 'John Flanagan' as a later synonym. Ex. 18. Dianthus 'William Sim' produces distinguishable mutants that by further mutation give rise to a range of variants, some of which are indistinguishable from D. 'William Sim'."
6. 1 2  Código Internacional de Plantas Cultivadas (Brickell et al. 2009[6]) "Division IV. Art. 1. For the purposes of this Code, registration is the acceptance of a cultivar, Group, or grex name by an authority responsible for registering such names. 2. An International Cultivar Registration Authority is an organization appointed by the ISHS Commision for Nomenclature and Cultivar Registration to be charged with the registration of cultivar, Group, or grex names as provided for by this Code. The act of registration is completed by publication of such names which also ensures their establishment where necessary (see Appendix I for a list of International Cultivar Registration Authorities)".
7. ↑  Oregon State University. What does it mean when nursery plants are patented or trademarked?: "Trademarked plants are labeled with one of two symbols. An “R” within a circle by the variety name means that a particular cultivar has been officially registered and trademarked. A “TM” by the plant name means that the trademarked name has been claimed but not officially registered." (...)  "Unlike a patented plant, if you buy a trademarked plant, you can propagate it asexually by taking cuttings. You can even sell the propagated plants for profit, but you can’t call those plants by the trademarked name or acquire your own trademark for those same plants. You can, however, use the plant’s cultivar name if it has one (shown in single quotes) – assuming that it isn’t also patented."
8. 1 2  Código Internacional de Plantas Cultivadas (Brickell et al. 2009[6]) "Art. 13.1. A trade designation is not a name regulated under this Code but is a device that has been used for marketing a cultivar, Group, or grex in place of its accepted name (Art. 11.1) (see Appendix X). Ex. 1. In 1988, UK Plant Breeders' Rights Grant No 3743 was issued for a rose with the cultivar epithet 'Korlanum'. The cultivar is marketed as "rose Surrey", "Rose Sommerwind", and "rose Vent d'Été" in different countries. These are not names but are to be regarded as being trade designations and may be written rose SURREY ('Korlanum'), Rose SOMMERWIND ('Korlanum'), and rose VENT D'ÉTÉ ('Korlanum') respectively. Ex. 2. The name Syringa vulgaris 'Andenken an Ludwig Späth' was established in 1883 and under the Rules of this Code is the accepted name for the cultivar. Due to prolonged use of the shortened form "Ludwig Spaeth" by North American nurserymen, the International Cultivar Registration Authority for lilacs has designated S. vulgaris LUDWIG SPAETH as being a trade designation for the cultivar. Ex. 3. ATTENTION! oak is not a cultivar name, however, it contains a US registered trademark (Reg. No 1508479) originally owned by Willet N. Wandell and is used as a trade designation to market Quercus robur 'Wandell' which name was itself established in 1989 on grant to Mr Wandell of US Plant Patent No 6746.".
9. 1 2  Código Internacional de Plantas Cultivadas (Brickell et al. 2009[6]) Art. 32.1. When a cultivar or grex name appears in a publication using a different language from that of its original publication, the epithet may not be translated (it may however be transliterated (Art. 33) or transcribed (Art. 34)). Ex. 1. The cultivar epithet for the kohlrabi Brassica oleracea 'Nichtschiessender' may not be translated. Ex. 2. A cultivar name with the epithet 'Owen Glendower' (a legendary person from Welsh history) may not have its epithet altered to 'Owain Glyndwr', even though the latter is the preferred spelling in the Welsh language. Note 1. Notwithstanding Art 32.1, when for marketing reasons a cultivar or grex epithet has been translated into a different language, the translated epithet is to be regarded as a trade designation (Art. 13.1). Ex. 3. For marketing purposes, Hibiscus syriacus 'L'Oiseau Bleu' might have H. syriacus BLUE BIRD as a trade designation in which case the name could be styled H. syriacus BLUE BIRD ('L'Oiseau Bleu'); Clematis BLUE ANGEL ('Blekitny Aniol'), and Cucumis sativus NOA'S FORCING ('Noas Treib') are to be considered trade designations since they have been translated from their original language."
10. ↑  Código Internacional de Plantas Cultivadas (Brickell et al. 2009[6]) "Art. 14.1. Cultivar status is indicated by enclosing the cultivar epithet within single quotation marks. Double quotation marks and the abbreviations cv. and var. are not to be used within a name to distinguish cultivar epithets; such use is to be corrected. Note 1. Single quotation marks are generally effected typographically either by using (‘) at the beginning and (’) at the end of an epithet as used throughout this Code, or alternatively by use of the apostrophe (') or other demarcation devices such as (´) on each side of the epithet. Ex. 1. Iris ‘Cantab’, Iris 'Cantab', not Iris "Cantab", Iris cv. Cantab, or Iris var. Cantab. Ex. 2. Pinus sylvestris 'Repens', not Pinus sylvestris repens, Pinus sylvestris var. Repens, or Pinus sylvestris cv. 'Repens'. Note 2. Prior to 1996 the abbreviation "cv." preceding a cultivar epithet was permitted as an alternative to the use of single quotation marks. Whilst this Code no longer recognizes the use of such a designation, botanic gardens and other collections of plants are likely to continue to bear such an abbreviation on their plant labels until time as those labels are replaced.".
11. ↑  Código Internacional de Plantas Cultivadas (Brickell et al. 2009[6]) "Art. 2.2. The English words "variety", "form", and "strain" or their equivalents in other languages must not be used for the word "cultivar" when fulfilling the Articles of this Code nor in translation of this Code. (...) Note 4. Notwithstanding Art. 2.2, in certain national and international legislation or other legal conventions the word "variety" or its equivalent in other languages is a statutory or otherwise legal term used to denominate a proven variant that is distinct, uniform, and stable and is exactly equivalent to the word "cultivar" as defined in this Code."
12. 1 2  Código Internacional de Plantas Cultivadas (Brickell et al. 2009[6]) "Art. 32.2. When established in a language other than Latin, the epithet of the name of a Group may be translated. Only one such equivalent epithet may exist in each modern language. Ex. 4. F. sylvatica Purple-leaved Group (in English) may be translated as F. sylvatica Groupe à Feuilles Pourpres (in French), F. sylvatica Purpurblätterige Gruppe (in German), and F. sylvatica Gruppo con Foglie Purpuree (in Italian). Ex. 5. Brassica oleracea Brussels Sprout Group (in English) may be translated as B. oleracea Groupe du Chou de Bruxelles (in French) and B. oleracea Rosenkohl Gruppe (in German). Note 2. If a Group epithet is in Latin form (Art. 3.3), it may not be translated. However, an alternative Group epithet in a language other than Latin may be established under Art. 11.4. Recommendation 32A. 1. When publishing a new Group name which is adopted from an existing Group name in another language (Art. 32.2) it is strongly recommended that a reference is given to the publication where the original name was used. Ex. 6. Cucurbita Kabocha-Gruppen (in Swedish) was adopted from C. Kabocha Group with reference to Hanelt, Mansfeld's encyclopedia of agricultural and horticultural crops (2001)."
13. 1 2  Código Internacional de Plantas Cultivadas (Brickell et al. 2009[6]) "Art. 3.4. A cultivar, plant or combination thereof that constitutes part of one Group might also be designated as belonging to another Group, should such assignments have a practical purpose. Ex. 10. Solanum tuberosum ‘Desiree’ may be designated part of a Maincrop Group and a Red-skinned Group since both such designations may be practical to buyers of potatoes. It may thus be written Solanum tuberosum (Maincrop Group) ‘Desiree’ in one classification or as Solanum tuberosum (Red-skinned Group) ‘Desiree’ in another, depending on the purpose of the classification used."
14. ↑  Código Internacional de Plantas Cultivadas (Brickell et al. 2009[6]) "Recommendation 1A. 1A.1. Plants in cultivation that meet the criteria of being recognized as cultivars, Groups, or grexes should be named in accordance with the provisions of this Code, not under the provisions of the ICBN."
15. ↑  Código Internacional de Plantas Cultivadas (Brickell et al. 2009[6]) "Art. 21.11. For a cultivar name to be established on or after 1 January 1959, its epithet is to comprise a word or words in any language but may not be entirely in Latin except as permitted under Art. 21.5, 21.6, and Art. 21.22 (see also Art. 21.14 and Art. 21.25). Ex. 19. The epithets 'Washington Bullatus', 'Loderi Red', 'Aurea Bennett', and 'Nani Baker' could all be established; "Aurea" is also a girl's name in Spain and "Nani" the Hindi term for the grandmother on the mother's side. Art. 21.12. Notwithstanding Art. 21.11, Latin words or words in Latin form may be used as new cultivar epithets when it can be demonstrated that they are current in a language other than Latin for example as terms, common phrases, personal names, and place names. Ex. 20. Bicolor, campus, major, minor, museum, and peninsula are Latin words currently used in modern languages, Aurora Borealis, Corpus Christi, and Habeas Corpus are Latin terms that may be used as, or in, cultivar epithets. Ex. 21. "Caveat emptor", "nil desperandum", "noli me tangere", and "non sequitur" are Latin phrases used in modern languages that may be used as, or in, cultivar epithets. Ex. 22. Cicero, Claudia, Claudius, Gordianus, Julia, Julius Caesar, and Paulus are Latin personal names that may be used as, or in, cultivar epithets. Ex. 23. Africa, Bognor Regis, India, Londinium, Marston Magna, Mons, and Nova Scotia are place names in Latin that may be used as, or in, cultivar epithets. ".
16. ↑  Código Internacional de Plantas Cultivadas (Brickell et al. 2009[6]) "Art. 35.3. Notwithstanding Art. 35.2, an unintentional mistake in the original spelling (orthography) of a cultivar, Group, or grex epithet is to be corrected. Ex. 2. Rhododendron 'Sherbrook', registered with the International Cultivar Registration Authority for Rhododendron in 1983, was corrected by that authority to R. 'Sherbrooke' upon realization that the name of the place after which the cultivar was named has the latter spelling. Ex. 3. Philadelphus 'Deberoux' was corrected to P. 'Debureaux' on realization that the cultivar was named after Monsieur Gérard Debureaux (see The sport 29: 11. 2002). Ex. 4. Argyranthemum 'Qinta White' must not be changed to 'Quinta White' as the original spelling of the epithet was deliberate; the epithet of Calluna vulgaris 'Redgauntlet' must not be divided into two words as the use of a single word was intentional; Pinus sylvestris 'Häxguld' even though the derivation of the epithet was stated at the time of publication as being from the Swedish word for "witches' gold".".
17. ↑  Código Internacional de Plantas Cultivadas (Brickell et al. 2009[6]) "Art. 22.4. In forming the part of a Group epithet associated with the word "Group" the Rules as in Art. 21.5-21.24 and Rec. 21A-K (excluding Rec. 21G), governing the formation of cultivar epithets shall apply (reading "Group" for "cultivar" throughout); however, with Art. 21.20, established practice should be followed where this does not cause confusion. Ex. 3. In vegetable crops such as Beta (beets), following widespread established practice, the name Beta Spinach Beet Group is to be regarded as acceptable. Ex. 4. The epithet Cumberland and Westmorland Purple Group would be acceptable (Art. 21.13)."
18. ↑  Código Internacional de Plantas Cultivadas (Brickell et al. 2009[6]) "Art. 3.2. Criteria for forming and maintaining a Group vary according to the required purposes of particular uses. All members of a Group must share the characters by which that Group is defined. Ex. 1. In Primula, the cultivars 'MacWatt's Blue', 'Old Irish Scented', and 'Osborne Green' are best cultivated under similar outdoor conditions and have been assembled under Primula Border Auricula Group (see B. Hyatt, Auriculas 86. 1989). Ex. 2. Iris Dutch Group has been designated to include the complex of early flowering cultivars arising mainly from I. tingitana, I. xiphium var. lusitanica, and I. xiphium var. praecox (see International checklist for hyacinths and miscellaneous bulbs 301. 1991). Ex. 3. The cultivars of Festuca rubra have been allocated to three Groups, Hexaploid Non-creeping Group, Hexaploid Creeping Group, and Octoploid Creeping Group, each with a distinct set of characters (see R. Duyvendak et al., Rasen Turf Gazon 3:53-62. 1981)".
19. ↑  Código Internacional de Plantas Cultivadas (Brickell et al. 2009[6]) "Art. 3.5. When a Group is divided or when two or more Groups are united or when the circumpscription of a Group is otherwise significantly re-defined in such a way that the resulting Group no longer has the same circumpscription a new name must be given for the resulting Group(s). Ex. 11. In the example given above, Solanum tuberosum Maincrop Group and S. tuberosum Red-skinned Group may be united to form a re-circumscribed Solanum tuberosum Maincrop Red-skinned Group. Ex. 12. Tulipa Dutch Breeders Group and T. English Breeders Group were united into the newly circumscribed T. Breeders Group (see J. F. Ch. Dix, A classified list of tulip names 4, 1958). Ex. 13. Recent breeding programmes in Begonia have led to the recognition of separate Groups within the existing Elatior Group. In due course these may be fiven new Group names instead of being referred to the Eliator Group as currently circumscribed. Ex 14. In the 1950s, a number of Magnolia hybrids were developed by D. T. Gresham and these have been referred to as Gresham Hybrids or as the Gresham Group. The inclusion of these hybrids in such a Group is unsatisfactory, the Group name being merely a statement of origin with individual members not showing characters in common. Two distinct Groups of Gresham's hybrids have, however, been recognized as Svelte Brunette Group and Buxom Nordic Blonde Group, each of which has a distinct set of characteristics (see J. M. Gardiner, Magnolias 118-120. 1989)".
20. 1 2  Decker-Walters y Walters (2000[27]), traducción: "Los americanos E. E. Castetter y A. T. Erwin tomaron una aproximación diferente, ubicaron los cultivares en grupos horticulturales en lugar de en una taxonomía botánica (Castetter 1925, Castetter y Erwin 1927)"
21. 1 2  Ferriol y Picó (2008[30]): "Different proposals for grouping the commercial cultivars exist. Market groups are mainly based on fruit shape and secondarily on a number of interesting phenotypic
characteristics (rind and flesh colour, seed traits, etc.), meeting taxonomic
infraspecific classifications only in some species." "Even though more and more
traditional varieties are being introduced by seed companies in international
commercial trade, as awareness of preserving and using biodiversity is increasing,
these informal classifications of market types no longer satisfactorily accommodate
the extant diversity."